# Яновець (Жаґанський повіт)
Яновець (пол. Janowiec) — село в Польщі, у гміні Маломиці Жаґанського повіту Любуського воєводства.
Населення — 286 осіб (2011).
У 1975-1998 роках село належало до Зеленогурського воєводства.

## Демографія
Демографічна структура станом на 31 березня 2011 року:
|          | Загалом | Допрацездатний вік | Працездатний вік | Постпрацездатний вік |
| -------- | ------- | ------------------ | ---------------- | -------------------- |
| Чоловіки | 139     | 27                 | 97               | 15                   |
| Жінки    | 147     | 31                 | 78               | 38                   |
| Разом    | 286     | 58                 | 175              | 53                   |